# 松原氏冬鯛
松原氏冬鯛為輻鰭魚綱鱸形目鱸亞目鯛科的其中一種，分布於西北太平洋的日本琉球群島及台灣海域，體長可達60公分，棲息在沿海海域，屬肉食性，可做為食用魚。